# Горський Дмитро Олександрович
Дмитро Олександрович Горський (нар. 7 квітня 1985, Полтава, УРСР, СРСР) — український гандболіст, позиція лівий крайній, майстер спорту України.  Срібний призер чемпіонату України 2010/2011. Чемпіон України 2011/2012. Володар Кубка України 2012 року.

## Біографія
Народився 7 квітня 1985 року в Полтаві. Цікавився легкою атлетикою, плаванням, але зупинив свій вибір на гандболі, бо ним також займалися дідусь і тато. Почав займатися гандболом у восьмому класі в ДЮСШ № 1, тренер — Олександр Нестеровський. Після школи навчався на стаціонарі Полтавського Університету споживчої кооперації (ПУЕТ). Тренувався й виступав за "Динамо-2'' у другій лізі.
Професійну кар'єру розпочав у 2004 році почавши грати за «Динамо Полтава» у чемпіонаті України серед команд Суперліги.
Срібний, золотий призер і володар Кубка України у "Фіналі чотирьох" у складі полтавського «Динамо».
Має дві вищі освіти:
- Полтавський університет економіки і торгівлі (ПУЕТ)
- Полтавський національний педагогічний університет (ПНПУ) імені В. Г. Короленка

## Досягнення
У сезоні 2009/2010 років став кращим бомбардиром динамівців — 95 м'ячів (20-й показник у реєстрі кращих снайперів Суперліги)
- Чемпіон України: 2012[2]
- Срібний призер чемпіонату України: 2011[2]

Кубок України 20 травня 2012.